# Chinese Journal of Analytical Chemistry
Das Chinese Journal of Analytical Chemistry, abgekürzt Chin. J. Anal. Chem., ist eine wissenschaftliche Fachzeitschrift, die vom Elsevier-Verlag im Auftrag der chinesischen chemischen Gesellschaft veröffentlicht wird. Die Zeitschrift erscheint mit zwölf Ausgaben im Jahr im Open Access. Es werden Artikel aus allen Bereichen der analytischen Chemie veröffentlicht.
Der Impact Factor lag im Jahr 2014 bei 0,754. Nach der Statistik des ISI Web of Knowledge wird das Journal mit diesem Impact Factor in der Kategorie analytische Chemie an 62. Stelle von 74 Zeitschriften geführt.